# 傅孟修
傅孟修，福建安南县人，清朝政治人物。进士出身。
嘉庆六年十一月，擔任清朝廣東省潮州府豐順縣知縣。后由李書吉接任。